# Oleria baizana
Oleria baizana är en fjärilsart som beskrevs av Richard Haensch 1903. Oleria baizana ingår i släktet Oleria och familjen praktfjärilar. Inga underarter finns listade i Catalogue of Life.